# جيم دودغ
جيم دودغ (بالإنجليزية: Jim Dodge)‏ (1945، سانتا روسا في الولايات المتحدة)؛ شاعر، كاتب وروائي أمريكي.

## روابط خارجية
- جيم دودغ على موقع ميوزك برينز (الإنجليزية)